# Avior Airlines
Avior Airlines is een Venezolaanse luchtvaartmaatschappij met thuisbasis in Barcelona (Venezuela).

## Geschiedenis
Avior Airlines werd opgericht in 1994 als Avior Express. In 2003 werd de huidige naam ingevoerd.

## Bestemmingen
Avior Airlines voert lijnvluchten uit naar: (zomer 2007)
Binnenland:
- Barcelona, Barinas, Barquisimeto, Caracas, Carupano, Coro, Cumaná, Maracaibo, Maturín, Mérida, Porlamar, San Tome, Valencia, Valera.

Buitenland:
- Aruba, Curaçao, Fort de France, Port of Spain, Punta Cana.

## Vloot
De vloot van Avior Airlines bestaat uit:(januari 2008)
- 3 Boeing B737-200
- 1 Beechcraft 1900C
- 11 Beechcraft 1900D
- 2 Cessna Caravan 675
- 2 Embraer EMB120